# سورات سوخا
سورات سوخا (بالتايلندية: สุรัตน์ สุขะ)‏ (27 يوليو 1982 في تايلاند - ) هو لاعب كرة قدم تايلندي في مركز الدفاع. شارك مع منتخب تايلاند لكرة القدم. أما مع النوادي، فقد لعب مع نادي بوريرام يونايتد ونادي تشونبوري ونادي ملبورن فيكتوري وSakon Nakhon F.C. ‏.

## روابط خارجية
- سورات سوخا على موقع قاعدة بيانات كرة القدم.إي يو (الإنجليزية)
- سورات سوخا على موقع ناشيونال فوتبول تيمز (الإنجليزية)
- سورات سوخا على موقع Soccerway.com (الإنجليزية)
- سورات سوخا على موقع عالم كرة القدم.نت (الإنجليزية)